# Díl první
Díl první (2020) je album Roberta Křesťana a Druhé trávy. Obsahuje 10 písní, z toho 7 coververzí s českým textem Roberta Křesťana a tři Křesťanovy autorské písně. Původní plán vydat dvojalbum s jednou deskou coververzí a druhou s původní tvorbou překazila pandemie covidu-19, proto nakonec vyšlo album samostatně jako Díl první s autorskou tvorbou i covery.
Už v prosinci 2020, dva měsíce po vydání, album překročilo obě kritéria pro udělení zlaté desky (tři tisíce prodaných pevných nosičů nebo půlmilionový obrat digitálního prodeje), i přesto, že nahrávku skupina prodávala jen přes svůj web. Album získalo cenu Anděl v kategorii folk.
Píseň Zůstaň (Hold On) Robert Křesťan s Druhou trávou nahrál s původním textem na album Good Morning, Friend (2004).

## Seznam písní
1. Žhář (Border Lord) – Kris Kristofferson, Turner Stephen Bruton, John Terrance Paul, Donnie Fritts, český text: Robert Křesťan
2. Víš, co se říká – Robert Křesťan
3. Kdybys mě zabila – Robert Křesťan
4. Něco dobrého (Something Good Coming) – Tom Petty, český text: Robert Křesťan
5. Když vposlouchám se do ticha – Robert Křesťan
6. Na křídlech koní (On the Wings of Horses) – Amanda Rowan, Peter Rowan, český text: Robert Křesťan
7. Proč bych měl naříkat (Why Should I Cry for You) – Sting, český text: Robert Křesťan
8. Zůstaň (Hold On) – Tom Waits, český text: Robert Křesťan
9. Bolest (Hurt) – Trent Reznor, český text: Robert Křesťan
10. Kam složíš hlavu (Where Will I Shleter my Sheep Tonight) – Irene Stier, Joe Grieshop, český text: Robert Křesťan

## Obsazení
- Druhá tráva
  - Robert Křesťan – zpěv (1–10)
  - Luboš Malina – banjo (1, 2, 4, 6, 7, 10) , barytonové banjo (3, 8, 9), madolína (3), kaval (3), tarogato (3), elektrické banjo (5), klarinet (9), vokál (1, 2, 4–9), láhve (2)
  - Luboš Novotný – dobro (1, 3–5, 10), lapsteel (2, 5–7, 9, 10), akustická havajská kytara (8), láhve (2)
  - Radek Hlávka – akustická kytara (1, 3–10), kytary (2), vokál (1, 2, 4–9), láhve (2)
  - Tomáš Liška – baskytara (1, 2, 3, 7–9), kontrabas (4–6, 9, 10), vokál (1, 2)
  - Martin Novák – bicí (1–3, 5, 7–10), perkuse (1, 3–5, 7–9), balafon (4), ukulele (6), vokál (1, 2, 4–9), láhve (2), sklenice (6)
- hosté
  - Eddie Stevens – rhodes (1), klávesové nástroje (3), bicí nástroje (3), Hammond (5, 7), perkuse (5), syntezátory (6), piano (8, 9), vokál (3, 5, 9)
  - Chris Schut – madolína (10)
  - Spirituál kvintet (Zdenka Tichotová, Veronika Součková, Jiří Cerha, Jiří Holoubek, Pavel Peroutka) – vokály (10)